# Ашеберг, Алексей Яковлевич
Алексей Яковлевич Ашеберг (1837—1901) — русский драматург, переводчик.

## Биография
Родители: надворный советник барон Яков Федорович фон-Ашеберг, участник Отечественной войны 1812 г., и дочь штаб-лекаря Александра Тимофеевна Заварзина. Окончил 2-ю московскую гимназию и юридический факультет Императорского Санкт-Петербургского университета (1860). Служил в Министерстве юстиции: судебный следователь в Московской и Рязанской губерниях, товарищ прокурора Псковского окружного суда, мировой судья в Пскове; присяжный поверенный округа Петербургской судебной палаты (с 1871). Землевладелец Рязанской губернии. 
Гимназистом написал водевиль «Бабушкин праздник» ( Александринский театр, 1853; Малый театр, 1861). В статье «Нового энциклопедического словаря» назван автором повестей, рассказов и статей, опубликованных в «Задушевном слове», «Нашем времени», «Антракте», «Русской сцене», «Всемирной иллюстрации». В 1860-х гг. выступал с юмористическими рассказами «Премия. Горестное событие в уездном городе», «Развлечение» (1865; отдельное издание ― 1865) и стихами «Смешной человек» (1867), «Жалоба красавца» (1861). В 1870-х гг. ― с развлекательными комедиями «переделками», фарсами и водевилями («Копилка», 1878; «Семь Симеонов. Братья чародеи», 1883; «Не туда попали», 1891 и многие другие). Сотрудничал в газете «Молва». Собрал богатую (10 тыс. томов) театральную библиотеку. Среди переводов Ашеберга ― комедия «Графиня Эскарбанья» Мольера (Малый театр, 1868), поэма А. Мальчевского «Марья» (1884), пьеса «Жертва…» Э. и Ж. Гонкуров (1888), стихи П. Ж. Беранже. Был женат на Марии Александровне Лихаревой (1848―?), также писавшей для театра: в том числе перевод пьес «В своих сетях, или Преступная мать» П. Бомарше (1885), «Маргарита Готье» А. Дюма-сына, (1886).